# Philippe Marquis
Philippe Marquis (ur. 9 maja 1989 w Québecu) – kanadyjski narciarz dowolny. Specjalizuje się w jeździe po muldach. Największy sukces w karierze osiągnął w 2015 roku, kiedy podczas mistrzostw świata w Kreischbergu zdobył srebrny medal w muldach podwójnych. Startował także na igrzyskach olimpijskich w Soczi w 2014 roku, gdzie zajął 9. miejsce w jeździe po muldach. Najlepsze wyniki w Pucharze Świata osiągnął w sezonie 2014/2015, kiedy to zajął ósme miejsce w klasyfikacji generalnej, a w klasyfikacji jazdy po muldach uplasował się na trzecim miejscu.
Jego starszy brat, Vincent również uprawiał narciarstwo dowolne.

## Osiągnięcia

### Igrzyska olimpijskie
| Miejsce | Dzień     | Rok  | Miejscowość | Konkurencja      | Zwycięzca          |
| ------- | --------- | ---- | ----------- | ---------------- | ------------------ |
| 9.      | 10 lutego | 2014 | Soczi       | Jazda po muldach | Alexandre Bilodeau |
| 20.     | 12 lutego | 2018 | Pjongczang  | Jazda po muldach | Mikaël Kingsbury   |

### Mistrzostwa świata
| Miejsce | Dzień       | Rok  | Miejscowość   | Konkurencja      | Zwycięzca          |
| ------- | ----------- | ---- | ------------- | ---------------- | ------------------ |
| 23.     | 7 marca     | 2009 | Inawashiro    | Jazda po muldach | Patrick Deneen     |
| 12.     | 8 marca     | 2009 | Inawashiro    | Muldy podwójne   | Alexandre Bilodeau |
| 15.     | 6 marca     | 2013 | Voss          | Jazda po muldach | Mikaël Kingsbury   |
| 7.      | 8 marca     | 2013 | Voss          | Muldy podwójne   | Alexandre Bilodeau |
| 6.      | 18 stycznia | 2015 | Kreischberg   | Jazda po muldach | Anthony Benna      |
| 2.      | 19 stycznia | 2015 | Kreischberg   | Muldy podwójne   | Mikaël Kingsbury   |
| 16.     | 8 marca     | 2017 | Sierra Nevada | Jazda po muldach | Ikuma Horishima    |
| 14.     | 9 marca     | 2017 | Sierra Nevada | Muldy podwójne   | Ikuma Horishima    |
| 6.      | 8 lutego    | 2019 | Deer Valley   | Jazda po muldach | Mikaël Kingsbury   |

### Puchar Świata

#### Miejsca w klasyfikacji generalnej
- sezon 2008/2009: 94.
- sezon 2009/2010: 51.
- sezon 2010/2011: 162.
- sezon 2011/2012: 9.
- sezon 2012/2013: 32.
- sezon 2013/2014: 35.
- sezon 2014/2015: 8.
- sezon 2015/2016: 16.
- sezon 2016/2017: 16.

#### Miejsca na podium w zawodach
1. Lake Placid – 19 stycznia 2012 (jazda po muldach) – 2. miejsce
2. Åre – 9 lutego 2012 (jazda po muldach) – 1. miejsce
3. Beidahu – 12 lutego 2012 (jazda po muldach) – 3. miejsce
4. Naeba – 19 lutego 2012 (muldy podwójne) – 3. miejsce
5. Soczi – 15 lutego 2013 (jazda po muldach) – 3. miejsce
6. Ruka – 13 grudnia 2014 (muldy podwójne) – 1. miejsce
7. Tazawako – 1 marca 2015 (muldy podwójne) – 2. miejsce
8. Calgary – 30 stycznia 2016 (jazda po muldach)  - 2. miejsce
9. Moskwa – 5 marca 2016 (muldy podwójne) – 3. miejsce
10. Deer Valley – 2 lutego 2017 (jazda po muldach) – 2. miejsce
11. Bokwang – 12 lutego 2017 (jazda po muldach) – 3. miejsce
12. Tazawako – 18 lutego 2017 (jazda po muldach) – 2. miejsce
13. Tazawako – 23 lutego 2019 (jazda po muldach)  - 2. miejsce